# Třída Kearsarge
Třída Kearsarge byla třída predreadnoughtů amerického námořnictva. Celkem byly postaveny dvě jednotky této třídy. Ve službě byly v letech 1900–1920. Kearsarge později řadu let sloužila jako plovoucí jeřáb.

## Stavba

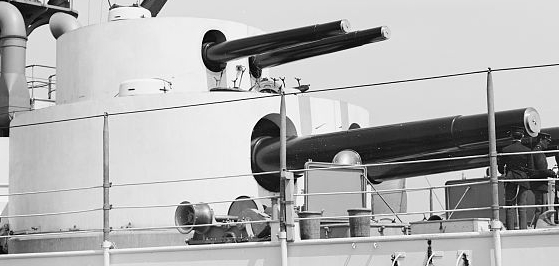
Zdvojené dělové věže bitevní lodě Kearsarge

Tato plavidla byla novátorská umístěným své hlavní výzbroje, neboť jejich dvě hlavní dělové věže nesly na svých stropech další dvojici věží s děly sekundární ráže. Toto řešení se ale příliš neosvědčilo. Znovu bylo použito pouze u bitevních lodí třídy třídy Virginia. Zajímavostí je, že Kearsarge je jedinou postavenou americkou bitevní lodí, která nebyla pojmenována po některém ze států Unie, nýbrž na počest šalupy USS Kearsarge z doby americké občanské války. Celkem byly v letech 1896–1900 postaveny dvě jednotky, pojmenované USS Kearsarge a USS Kentucky.
Jednotky třídy Kearsarge:
| Jméno     | Loděnice                  | Založení kýlu   | Spuštěna        | Vstup do služby | Poznámka                                                            |
| --------- | ------------------------- | --------------- | --------------- | --------------- | ------------------------------------------------------------------- |
| Kearsarge | Newport News shipbuilding | 30. června 1896 | 24. března 1898 | 20. února 1900  | Vyřazena 1920. Přestavěna na plovoucí jeřáb. Prodána do šrotu 1955. |
| Kentucky  | Newport News shipbuilding | 30. června 1896 | 24. března 1898 | 15. května 1900 | Vyřazena 1920. Prodána do šrotu 1923.                               |

## Konstrukce

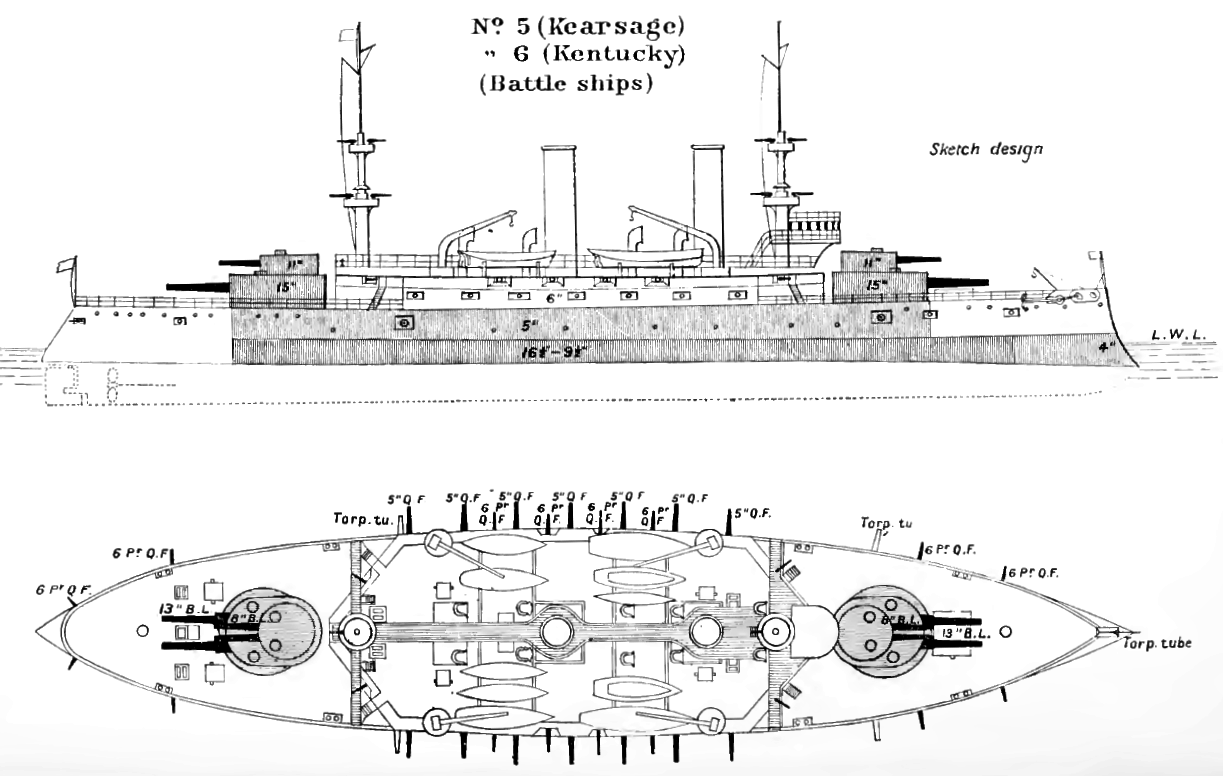
Základní uspořádání třídy

Hlavní výzbroj tvořily čtyři 330mm kanóny umístěné v dvoudělových věžích, na jejichž stropech byly další dvoudělové věže s 203mm kanóny, přičemž obě věže se otáčely společně. Sekundární výzbroj čtrnácti 127mm kanónů byla umístěna v kasematách. Lehkou výzbroj představovalo dvacet 57mm a osm 37mm kanónů. Dále byly neseny čtyři 457mm torpédomety. Pohonný systém tvořilo pět cylindrických kotlů a dva parní stroje s trojnásobnou expanzí o výkonu 10 000 ihp, pohánějící dva lodní šrouby. Nejvyšší rychlost dosahovala 16 uzlů.

### Modernizace

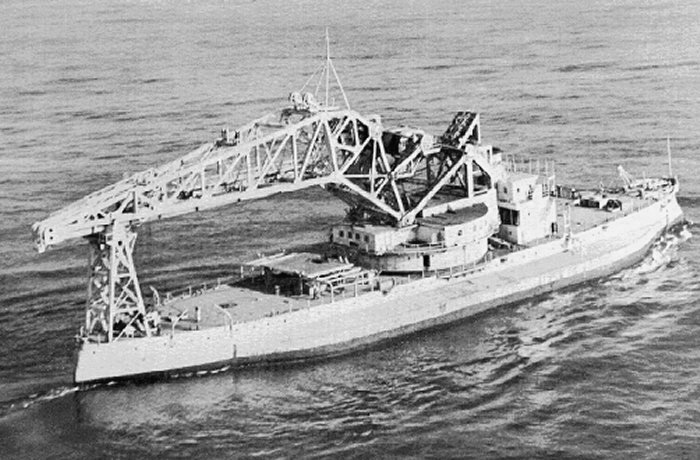
Vyřazená bitevní loď Kearsarge po úpravě na plovoucí jeřáb

V letech 1909-1911 byly obě lodi modernizovány. Dostaly například mřížové stěžně a nové kotle Mosher. Odstraněny byly torpédomety a většina 57mm kanónů, přičemž je nahradily další čtyři 127mm kanóny. Roku 1919 byl počet 127mm kanónů snížen na osm hlavní. Výzbroj naopak posílily dva protiletadlové 76mm kanóny.

## Služba

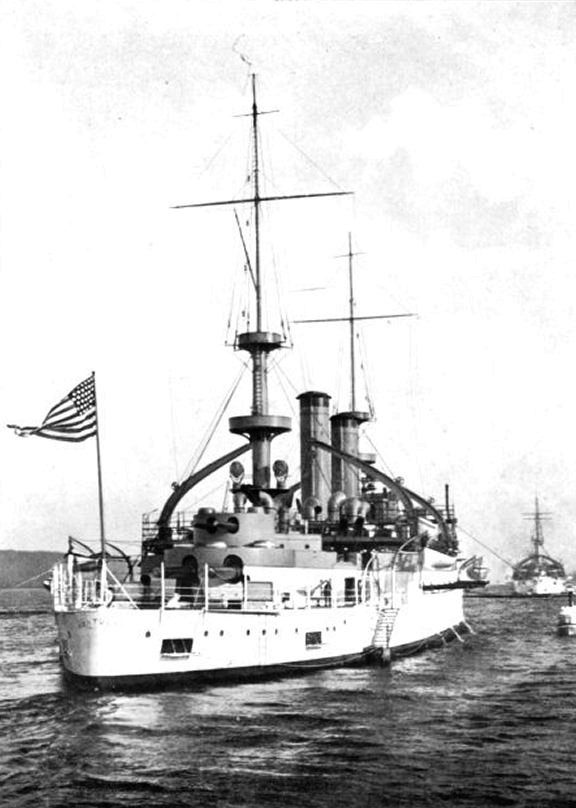
USS Kentucky (BB-6)

V letech 1907–1909 se Kearsarge a Kentury účastnily plavby tzv. Great White Fleet kolem světa. Obě lodi byly nasazeny při okupaci mexického přístavu Veracruz. V době počátku první světové války ještě byly ve službě, ale v letech 1915–1916 byly přeřazeny do pomocných rolí. Roku 1920 byly oficiálně vyřazeny.
Jejich konec přinesla Washingtonská konference, na které se námořní mocnosti dohodly na omezení tonáže bitevních lodí. Zatímco Kentucky byla v roce 1923 sešrotována, Kearsarge byla poté kompletně přestavěna na plovoucí jeřáb Crane Ship Number 1 (od roku 1939 pak AB 1). V této nové roli loď do roku 1955. V témž roce byla sešrotována.